# جون جيه. ياكوبسن
جون جيه. ياكوبسن (بالنرويجية البوكمول: Johan J. Jakobsen )‏ (و. 1937 – 2018 م) هو سياسي، وفلاح نرويجي، كان عضوًا في حزب الوسط (النرويج)، توفي في باروم، عن عمر يناهز 81 عاماً.

## مناصب
تولى منصب Minister of Local Government and Regional Development ‏ (16 أكتوبر 1989–3 نوفمبر 1990)
- Minister of Transport of Norway [الإنجليزية]‏ (8 يونيو 1983–9 مايو 1986)
- عضو برلمان النرويج  [لغات أخرى]‏.

## التعليم
تعلم في الجامعة النرويجية لعلوم الحياة.